# Alpha Industries
Alpha Industries es una empresa de ropa fundada en 1959 en Knoxville, Tennessee. Es famosa sobre todo por sus chaquetas de aviador (flight jackets), de las cuales provee al ejército de los Estados Unidos, además de venderlas en versión comercial al público en general.

## Prendas más populares
MA-1 "bomber":
Seguramente es la prenda que hizo saltar a la fama a la marca. Se trata de una chaqueta de aviador reversible. El cierre es por cremallera. En cuanto a los bolsillos, que se cierran por botón, tiene uno interior, dos exteriores en la zona abdominal, y uno en la manga izquierda con dos pequeños habitáculos para lápices.
Independientemente del color exterior, el interior es naranja butano. Originalmente esto era así para que los pilotos aeronáuticos la revirtieran llevándola con la parte naranja hacia el exterior cuando estaban en servicio, de manera que pudieran ser más fácilmente localizados en caso de accidente, derribo o eyección.
CWU-45P:

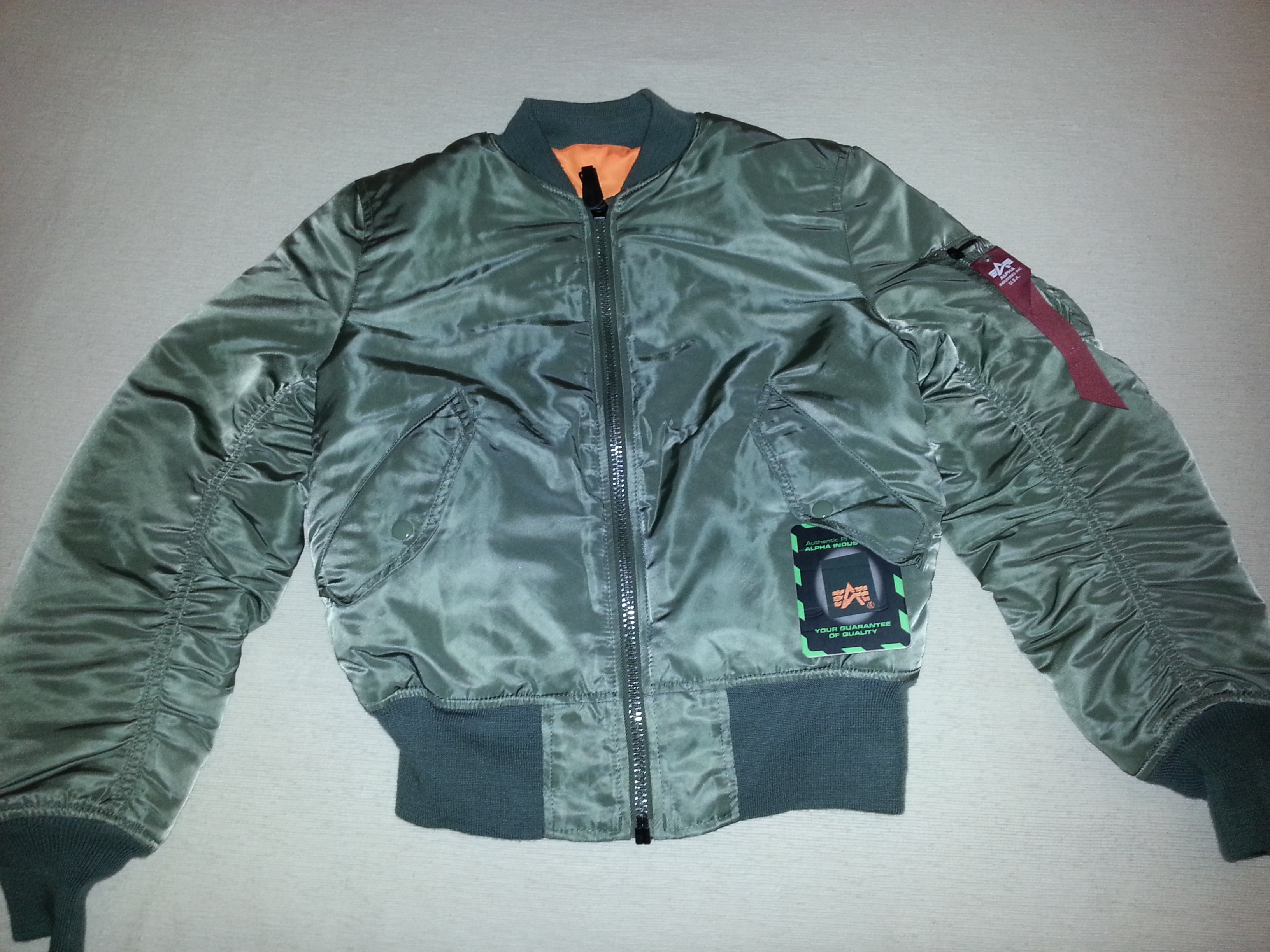
Alpha Industries MA1 verde oliva

Sustituye en 1977 a la MA-1 como cazadora de aviación oficial de la USAF. A diferencia de la MA-1, no es reversible, el color es el mismo por el interior y por el exterior. Otras diferencias son el forro interior de mayor densidad, el cuello alzado, y los bolsillos exteriores más grandes que estrenan un sistema de cierre por velcro. Destaca en la parte pectoral izquierda un parche con el logotipo y el nombre de la marca, que se sujeta también con velcro y que por tanto puede ser quitado o sustituido.
B-15:
Una modificación de la MA-1 que usaban los pilotos del bombardero B-15. El forro es aún más denso que en las dos prendas descritas anteriormente, incorporando un cuello de "borreguillo".
Parkas N2B y N3B:
Se trata de una prenda diseñada para las necesidades particulares de los pilotos de bombarderos y helicópteros en misiones en climas muy fríos o árticos. Lo más característico de estas prendas es su capucha y su cuello de pelo. Ambas solo se diferencian en la longitud. Mientras que la N2B siguiendo la tradición de la firma es de formato corto, por la cintura; la N3B adopta un formato de tres cuartos, esto es, termina por debajo de las caderas.
"Desert" tres cuartos:
Se trata de una chaqueta de formato tres cuartos con los colores de camuflaje desértico.
FV-2:
Es una chaqueta sin mangas, un chaleco, reversible de color naranja para señalización (no disponible en negro), con 2 bolsillos interiores, 2 bolsillos exteriores y en el pecho un portalápices, está fabricado en nylon y forrado por poliéster. Está disponible en varios colores, el más común es el azul, pero también se encuentra en verde y negro.

## Usos
Evidentemente, el colectivo que mayor uso ha dado a las chaquetas Alpha Industries han sido los propios pilotos aeronáuticos militares, entre los cuales se trata de una marca de culto, y extienden su uso más allá del ejercicio de su profesión.
Pero aparte de esta evidencia, ha habido tribus urbanas de jóvenes que desde los años 80 han convertido la ropa de la marca en una prenda básica de su indumentaria. Destacan los skinheads, entre los cuales la MA-1 es una prenda muy común. En España la marca Alpha Industries se puso especialmente de moda entre toda clase de jóvenes a finales de los años 90 y principios del 00, especialmente el modelo MA-1. Incluso se llegó a sacar recopilatorios y vinilos con el logo de dicha marca llamados alpha industries vol, de música makina. Actualmente quedan muy pocos jóvenes identificados con ésta moda, entre ellos algunos de los aficionados a la música máquina.